# Stanisław Woźniakiewicz

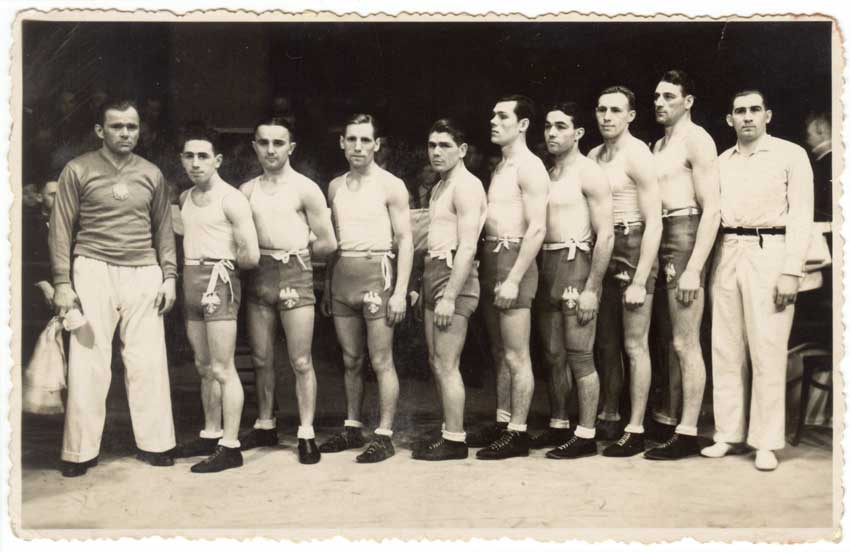
Kadra Polski na mecz z Austrią (1937 r.), od lewej: F. Stamm, L. Rundstein, W. Spodenkiewicz, B. Krzemiński, S. Woźniakiewicz, W. Ostrowski, H. Chmielewski, F. Szymura, S. Piłat, T. Konarzewski

Stanisław Woźniakiewicz, pseudonim Moryc (ur. 9 lutego 1915 w Zelowie, zm. 6 lutego 2001
w Warszawie) – polski bokser.

## Życiorys
Był wychowankiem i zawodnikiem zakładowego klubu sportowego Geyer Łódź (tu zdobył brąz na mistrzostwach Polski 1933 w kategorii piórkowej). Od końca 1933 w innym zakładowym klubie – IKP Łódź (tu dwukrotny mistrz Polski w wadze lekkiej w 1936 i 1937), następnie od 1938(?) w Warszawiance.
Po wojnie w KS Zryw Łódź (tu brąz na mistrzostwach Polski w 1946, w kategorii lekkiej).
Boks uprawiał – z przerwą wojenną – w latach 1931–1950. Uczestniczył też w mistrzostwach Europy w Mediolanie w 1937, przegrywając swój pojedynek w ćwierćfinale wagi lekkiej.
W latach 1937–1949 wystąpił 12 razy w reprezentacji Polski, odnosząc 9 zwycięstw i 3 razy przegrywając. W swojej karierze stoczył 246 walk; 218 wygrał, 14 zremisował i 14 przegrał.
Podczas kampanii wrześniowej 1939 r. ostatecznie dostał się do Anglii, gdzie zaciągnął się jako palacz na jeden z angielskich statków pływających w konwojach przez północny Atlantyk, który został zatopiony przez pancernik „Gneisenau” w lutym lub marcu 1941, a on uratowany z grupą innych marynarzy przez Niemców. Wszyscy po zawinięciu pancernika do Brestu zostali umieszczeni w obozie jenieckim i tam przebywał do końca wojny.
Zmarł w Warszawie i został pochowany na cmentarzu Powązki Wojskowe w Warszawie (kwatera K-3-31).

## Życie prywatne
Najstarszy brat Stanisława – Józef Woźniakiewicz był wiceprezesem ŁKS-u, żona Józefa – Zofia Filipiak była przedwojenną reprezentantką Polski w hazenie (piłce ręcznej) oraz koszykówce, zmarła 1 maja 2005 w Łodzi, pochowana na cmentarzu rzym.-kat. przy ul. Ogrodowej.